# 2015年东南亚霾害
2015年东南亚霾害是一場影響東南亞多個國家的空氣污染危機，受災地區包括汶萊、印度尼西亞（印尼；特別是蘇門答臘和加里曼丹島）、 馬來西亞、新加坡、泰國南部、越南南部和菲律賓，甚至柬埔寨、馬里亞納群島和關島。霾害最遲在6月底出現，並從9月開始蔓延到其他國家，最終成為國際問題。霾害是當地的一個長期問題，當地每逢旱季便會遭遇強弱不一的霾害。霧霾由主要在印尼蘇門答臘和加里曼丹進行的非法刀耕火種活動（當地俗稱燒芭）引發的山火引起，而且會在旱季期間迅速擴散。
由於霾害關係，印尼國家治災機構（BNPB）於2015年9月4日在印尼廖內、占碑、南蘇門答臘、西加里曼丹、中加里曼丹和南加里曼丹6個省份頒布緊急狀態令。印尼政府也於9月14日在廖內省頒布另一道緊急狀態令。在廖內省省會北干巴魯，被迫撤離和逃到附近棉蘭和巴東市的居民數以千計。印尼在中加里曼丹省錄得的空氣污染指數水平（按照PM10濃度計算）曾在當年9月底升至2300點，又一度於10月底升至3000點，創下歷史新高。單是印尼，受災人數就已經多於2800萬人，當中有超過14萬人報稱患上呼吸道疾病。
印尼政府估計，要緩解霾害災情，就需要動用300至475萬億盾。霾害令印尼、馬來西亞和新加坡當局要下令學校停課；單是馬來西亞，就已經有大約400萬名學生受停課影響。另外，霧霾也令国际泳联游泳世界杯新加坡站賽事一度中斷，甚至令馬來西亞吉隆坡馬拉松賽事因而取消。

## 背景
印尼當局多年來一直都致力於壓制這種山火。印尼在2014年9月批准《东盟跨境烟霾污染协议》，並成為最後一個批准這份協議的東盟成員國。協議呼籲印尼憑着自身的努力和國際合作來實行措施，解決霧霾問題，否則印尼則需要為霧霾對東南亞鄰國的影響而面臨法律程序。新加坡也在2014年通過法律，准許新加坡當局檢控引發霧霾的個人和財團。雖然柬埔寨、老撾、泰國、緬甸和越南已經在2015年8月初舉行會議，商討霧霾問題，不過印尼卻沒有參加這次會議。

### 成因
引致霧霾的山火由從事非法刀耕火種活動（俗稱燒芭），以這種廉價方式平整土地的財團和農民造成。在印尼蘇門答臘和加里曼丹，佔地廣闊的泥炭沼澤森林到了旱季就會變得容易着火，而由一層層植物殘體堆積物和有機物質組成的泥炭也會因為密度的關係而產生大量碳排放物。在2015年，由於厄爾尼諾現象令當地氣候更為乾旱，所以山火擴散的速度會變得更快，而山火引發的霧霾也會變得特別嚴重。
一份在《環境研究快報》（Environmental Research Letters）上發表的研究文章指出，蘇門答臘的山火排放物當中有59%並非來自人造林地或棕櫚種植地，而加里曼丹的山火排放物當中也有73%並非來自人造林地或棕櫚種植地。環保人士表示，有由馬來西亞和新加坡投資者擁有的棕櫚油公司因為涉嫌參與非法燒芭活動而被指控。
印尼國家警察已經把126名人士列為在蘇門答臘和加里曼丹引發山火的嫌犯。不過，印尼警察總長巴德罗丁·海迪卻表示這些案件會比涉及毒品和恐怖主義的案件更難應付。廖內省原警察總長蘇集塔迪（Sutjiptadi）披露了當地人燒芭的三大動機：一、燒芭是一種便宜的土地平整方式，而且在當地作業的公司也常常捨棄其他方法，並採用這種方式。二、大部分在當地作業的公司都嘗試避免在人工造林這方面花費。印尼所有在林地作業的持牌公司都必須運用政府發放的款項重新種植樹林，不過當中大部分公司都沒有這樣做，還會為了避免偵測而放火焚燒林地。三，這些公司會藉着砍伐和焚燒不再有生產力的老棕櫚樹來更新棕櫚種植地；雖然當地法規規定這些公司必須在混凝土基礎上完成這種焚燒作業，以免山火擴散，不過為了減低成本，大部分公司卻沒有這樣做。

## 受災各國

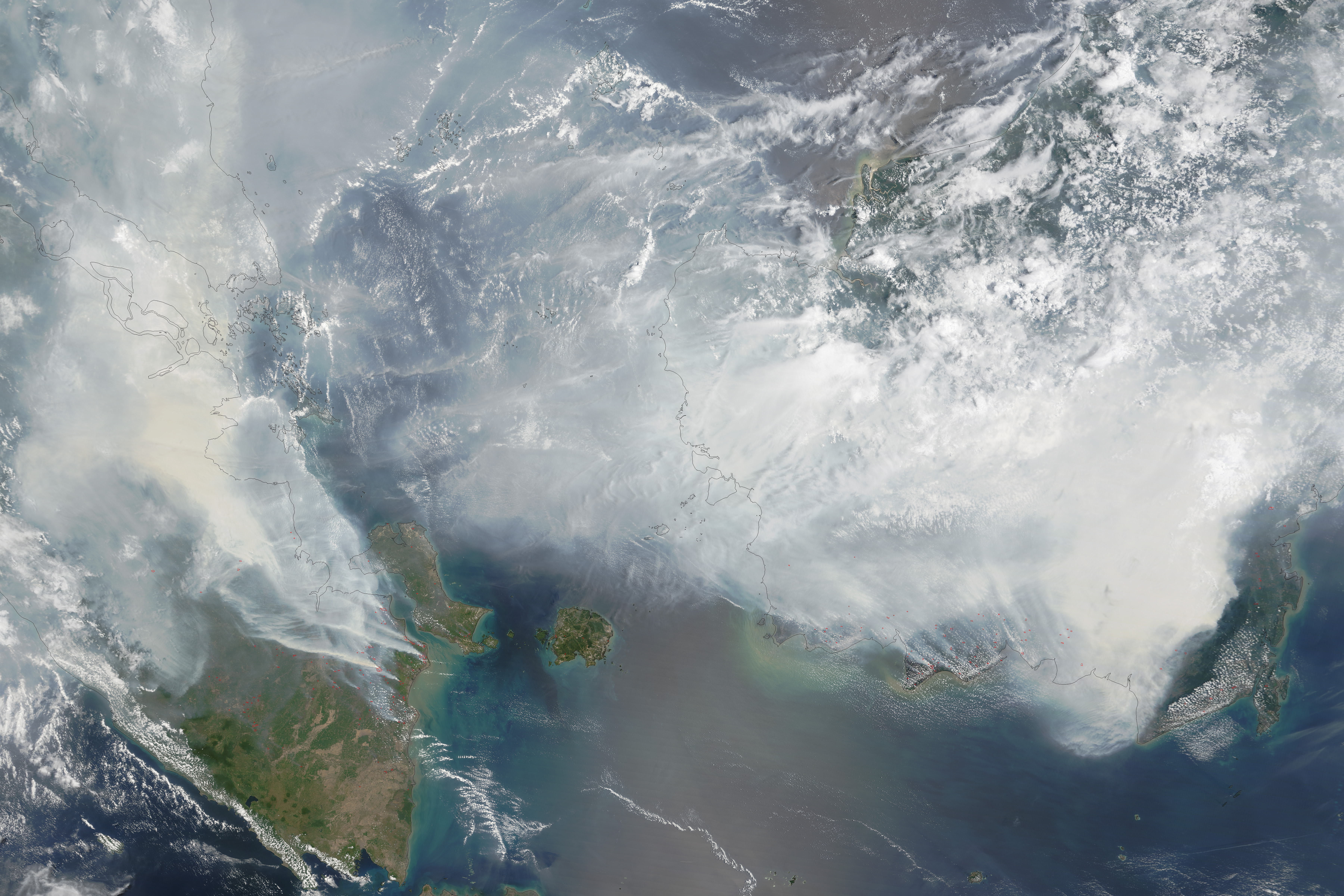
由美國太空總署在2015年9月24日拍攝，顯示霾害嚴重程度的衛星圖像

東盟十國當中，遭受霾害的國家至少有6個，包括泰國（南部）、越南（南部），以及汶萊、印尼、馬來西亞和新加坡（大部分地區）。菲律賓宿霧市和柬埔寨金邊霧霾的起源也可能是印尼，而不是本國。
《國際財經時報》網站在2015年9月25日刊登了一幅互動前後對比圖，由此可見霧霾令新加坡和印尼的能見度大幅降低。
全球燃燒排放物数据库报道2015年印尼大火产生了约6亿吨温室气体，並形容這“大致相当于德国全年的（溫室氣體）排放量”。美国太空总署表示2015年的霾害可能成為當地有紀錄以來最嚴重的霾害危機，造成的損失也可能比造成約90亿美元損失的1997年霾害多。

### 汶萊
由於霾害發生時汶萊的主要風向是西南風，所以加里曼丹的山火也為汶萊帶來霧霾。汶萊氣象局的值班天氣預報員努魯莉娜妮·哈吉·佳哈里（Nurulinani Haji Jahari）表示由於西風仍然會令源於加里曼丹和蘇門答臘的霧霾吹向汶萊，所以當地滂沱的雷雨在消除霧霾這方面只有很小的效力。9月15日汶萊四縣的空氣污染指數水平當中，以都東縣最高（68點），馬來奕縣（67點）、汶萊摩拉縣（65點）和淡布隆縣（48點）次之。汶萊當局已建議汶萊公眾應該在身體健康轉差的時候多喝水和就醫，而當地公眾也已經收到警告，得悉公開燒芭等活動會令霾害的災情轉差。

### 柬埔寨
金邊上空在當年10月初已被霧霾籠罩；柬埔寨環境部表示由印尼種植地地主引起的山火可能是柬埔寨被霧霾侵襲的成因，不過他們對此並不肯定，因為印尼已經公開，與這些刺鼻霧霾的確實來源有關的資訊很少。

### 印尼
印尼在2015年6月底就已經受霧霾影響，有報導稱自6月28日起，霧霾便已經在蘇門答臘廖內省杜邁市出現。在接下來的幾個月裏，這個問題仍然持續下去。
截至10月7日，因為霧霾而患上呼吸道疾病的印尼人已超過14萬人，而截至9月15日，當地大約有25,834人患上呼吸道感染疾病，有538患上肺炎，有2,246人出現皮膚過敏的情況，還有1,656人出現眼睛過敏的情況。霧霾籠罩着蘇門答臘島全境和加里曼丹部分地區，波及範圍包括旅遊業、航空業和航海業活動，以至於印尼的經濟。該國霾害嚴重的省份當中，廖內省已進入緊急狀態；在廖內省省會北干巴魯，當局下令學校停課，以免學生暴露在霧霾之中，而當地也有數以千計的居民被迫逃離原居的城市。有報導指出，「每天」都有前往北干巴魯和東加里曼丹省巴厘巴板的航班因為視野模糊而需要取消。
在由印尼氣象、氣候與地球物理局監測的印尼空氣污染指數當中，空氣污染指數水平如果升至350點或以上，就已經達到有害水平。在2015年9月22日，有新聞報道指出中加里曼丹省帕朗卡拉亞的空氣污染指數水平已經上升至1986點，而在西加里曼丹省坤甸錄得的空氣污染指數水平也達到706點。也有報導指出當年9月底印尼在中加里曼丹省測得的空氣污染指數升破2300點，創紀錄新高。截至10月2日，中加里曼丹省的空氣污染指數水平仍然高踞於1801點，因此而引致的視野模糊問題則令滅火直升機無法到該省某些地區投擲水彈。

#### 救災行動及反響
印尼總統佐科·維多多已經指令政府部門吊銷所有從事燒芭活動的棕櫚油公司所擁有的作業牌照，並促請當局把涉及燒芭的人士繩之於法。雖然佐科曾在9月承認週而復始的霾害「並不是一個可以迅速解決的問題」，不過他也堅稱印尼打擊這個問題的措施已經是「不遺餘力」，並宣稱：「不久之後你們就會看到成績，我們會在三年內解決這個問題。」印尼當局調遣了大約2.5萬名印尼國民軍士兵去撲滅火災，並在9月15日開始進行人工降雨。當局派出了14架直升機到蘇門答臘和加里曼丹投擲水彈，以把山火撲滅，另外當局也派直升機到加里曼丹進行人工降雨。該國大部分藥房也向公眾出售氧氣瓶。
廖內和中加里曼丹各省的居民和非政府組織都投訴印尼政府在處理山火災情方面庸碌無為，沒有向他們發放援助。當地部分居民和非政府組織「人民疾苦使命聯盟」甚至向馬來西亞政府致信求援。廖內省部分居民和領袖宣稱中央政府故意在霾害災情逐日轉差的情況下推出緩慢而不充足的應對措施，又解釋當局一方面拒絕外國援助，另一方面卻在獨力撲滅火災這方面顯得無能，而且只能為當地居民派發不合規格的口罩。印尼政府承諾把二氧化碳排放量減低兩成，卻沒有就禁絕砍伐作出任何承諾的行為也遭到環保組織非議；印尼林木砍伐活動的嚴重程度已經超越巴西。。印尼環保法規無力執行的現象也被人詬病：在此前的燒芭活動當中，放火燒芭的人以印尼棕櫚油公司僱員為主，就算他們的罪行已經有真憑實據佐證，就算他們已經被捕，他們仍然能設法避免遭受重罰。
雖然印尼國會議員韓旦尼·慕達賽益（Hamdhani Mukhdar Said）曾就霾害向馬來西亞和新加坡雙雙致歉，不過印尼副總統優素福·卡拉重申，印尼在最多只持續一個月的「山火」引發霧霾這個問題上並沒有向鄰國道歉的義務，而這些鄰國也不會感激印尼的綠色環境和森林在沒有火災的時候連續多個月為他們帶來新鮮的空氣。卡拉也在到紐約出席聯合國會議，發表演講時提到印尼是一個「開放」的國家，歡迎所有國家協助印尼撲滅森林和泥炭火災。最終印尼國家治災機構在10月向馬來西亞、新加坡和其他國家求援，請求這些國家為印尼提供更大的滅火飛機，而印尼內閣也終於在差不多同一個時候同意接受國際援助，應對危機。佐科總統宣告印尼已經開始「與包括新加坡在內的很多國家一起做事」，另外還有其他官員表示俄羅斯也已經表明有意為印尼提供援助。內閣秘書帕拉莫諾·阿農解釋了早前印尼拒絕新加坡援助的原因，他說：「如果我们获得援助，印尼政府不希望新加坡从中邀功。」

### 馬來西亞
馬來西亞當局在全國約24處地點錄得的空氣污染指數已達到不健康水平，當中以砂拉越、雪蘭莪州和吉打州浮羅交怡的霾害災情最為嚴重，雪蘭莪州首府莎阿南的空氣污染指數甚至因為霧霾的關係而升至308點的危險水平。當局提醒患有哮喘病和肺病的居民在居住地空氣質素改善之前應該留在室內。由於霧霾減低能見度令航空、航海視野變得模糊，因此該國航空界和航海界已進入嚴密戒備的狀態。根據該國教育部的聲明，如果某地空氣污染指數水平突破200點，則當地所有學校都必須關閉，不過由於霾害嚴重的關係，當局曾下令砂拉越、雪蘭莪、森美蘭和马六甲等州属、吉隆坡聯邦直轄區和布城聯邦直轄區所有學校暫時關閉，直至9月15日為止。政府又在10月4日以大馬多處地點的霧霾令當地空氣污染指數達到不健康水平為由下令全國各州（吉蘭丹、沙巴、砂拉越各州除外）學校再停課兩天。2015年渣打吉隆坡馬拉松主辦方也在10月3日決定以霾害災情轉差為由取消賽事。另外還有一群馬來西亞人在9月中到吉隆坡印尼大使館門前示威，抗議印尼非法的燒芭行為。
霾害重災區的居民都收到免費的口罩，另外很多位於馬來西亞半島的學校都被勒令停課。和印尼一樣，馬來西亞也已經在9月15日開始進行人工降雨。在馬來西亞進行的人工降雨行動為時10天（至9月25日為止），行動範圍包括位於沙巴、砂拉越的古晉、詩里阿曼、三馬拉漢和泗里街，以及位於馬來西亞半島的巴生谷地區。
馬來西亞首相納吉·阿都拉薩已要求印尼對付應為非法焚燒森林，令東南亞一部分地區被霧霾籠罩而負責的公司，並表示「只有印尼自己能夠收集證據並把有關公司定罪。」該國教育部長馬哈茲爾卡立也在同時表示「我們絕對不會對任何可能會傷害學校學童的事情妥協。」馬來西亞政府還呼籲印尼批准剛剛與馬來西亞簽訂、旨在打擊跨境霧霾的諒解備忘錄。馬來西亞天然资源与环境部長旺朱乃迪說，這份諒解備忘錄會令馬、印兩國有機會「在叢林火災或者泥炭火災發生的時候相互協助和交換意見，不過與此同時印尼要遵守協議的規定」。砂拉越消防與拯救局已經準備好，將在接獲相關的指示後協助撲滅坤甸的泥炭火災，而該國國防部長希山慕丁也提到，馬來西亞軍隊已經向印尼提議協助印尼撲救蘇門答臘和加里曼丹的山火。

### 菲律賓
由於吹向東北方的季候風把印尼山火的排放物吹向菲律賓中部地區，因此菲律賓宿霧島也遭受到霾害；截至2015年10月3日，當地霾害災情已持續一週。因此，由於視野模糊的關係，當地部分飛機在麥克坦-宿霧國際機場降落的時候會遇到困難。該國的目視飛行規則已經停止實行，航空公司必須擁有具備儀器飛行能力的航機，才可以駕駛航機在當地的機場起飛和降落。不具備儀器飛行能力的小型飛機不得在當地機場起飛和降落。一開始的時候菲律賓並不相信印尼的霧霾已經吹到菲律賓，不過後來菲律賓開始懷疑霧霾源於印尼，因為一般而言影響宿霧市的霧霾會在一天內消散，不過這次並非如此。

### 新加坡
霧霾吹襲新加坡後，當地大部分戶外活動都要延期舉行。2015年新加坡大獎賽受到霾害波及的可能在賽事舉行前一週變成一個問題，此外国际泳联游泳世界杯部分在2015年10月3日舉行的赛事也因為空气污染指数处于不健康水平而被取消。霧霾令新加坡當局監測的空氣污染指數水平在9月14日晚上8時達到223點，突破非常不健康水平，並於一小時後再上升至249點，不過在隨後的晚間時段，空氣污染指數水平就開始回落到不健康水平。9月15日至16日期間的雷暴和大雨，以及同月20日至22日期間的主要風向轉變都令新加坡的霾害災情得以改善。
9月23日晚上至24日早上期間，新加坡的主要風向南風把源於蘇門答臘的濃霧吹到新加坡，令新加坡的霾害災情再度轉差。新加坡當局監測的空氣污染指數水平在9月24日晚上7時上升至313點，這是空氣污染指數在2015年內錄得有害水平的首例。一個小時之後，空氣污染水平又上升到317點。因此，該國教育部便以霾害災情轉差為由宣布當地所有中、小學要在25日停課，然而人力部卻澄清同日一則在社交媒体（WhatsApp或Facebook）上發布，声称人力部因為霾害而宣布翌日為自愿不工作日的帖子只是恶作剧，並已就此向警方報案。霾害災情在接着幾個小時之內繼續轉差，而空氣污染指數水平也在25日凌晨5時升至341點，達到全年最高點。然而，3小時空氣污染指數在當日下午1時便回落到中等水平。當日下午至晚上期間，空氣污染指數水平一直在不健康水平徘徊，而教育部也宣布當地學校會在28日復課。自當日起直至10月5日，空氣污染指數一直維持在不健康水平，有時甚至上升至非常不健康水平。
新加坡已啟動法律程序，並有可能憑此向引發農田和種植地火災，向新加坡這個城市國家排放空氣污染物，令當地空氣質素降至不健康水平的印尼公司徵收巨额罚款；而新加坡規模最大的职总平价合作社也已經把由涉嫌引發霧霾的印尼亞洲漿紙（Asia Pulp & Paper；APP）公司生產的紙產品下架。新加坡當局還把庫存的補給品派發給當地居民（當中以難以防禦霧霾的老年家庭為主），例如向29000名年长居民派發的AIR+智能口罩和包含眼药水、维生素C片、饼干、快熟面和罐头食品等食品和日用品的爱心包（We Care PAcks）。
新加坡政府曾先後在6月初旱季和霾害未開始的時候和9月霧霾蔓延到新加坡的時候提議為印尼提供對付霧霾的援助配套，包括三部C-130運輸機、一部CH-47直升機和一隊民防部隊拯救隊。。印尼最初表態接受援助，不過印尼環境與林業部長西蒂·努爾巴雅（Siti Nurbaya Bakar）後來卻以印尼有足夠人力物力應付這場危機為由，拒絕新加坡向印尼提供援助的提議，而這個說法也獲得環境與林業部首席發言人的確認。然而，印尼副總統卡拉在聯合國演講期間卻呼籲有意協助印尼救災的新加坡：「如果你們想幫忙的話，請過來，不要只是說話。」時任新加坡環境及水源部長維文在印尼拒絕新加坡援助後仍然表示新加坡有意援助印尼，並在前往美國紐約，參加聯合國可持续发展峰会期間代表新加坡發佈國家聲明，呼籲東南亞區內各國和國際社會緊密合作，應對東南亞霾害問題。到了10月7日，印尼才決定接受新加坡援助。

### 泰國
蘇門答臘的霧霾令泰國南部大部分地區（包括陶公、北大年、布吉、沙敦、宋卡、素叻、董里和也拉各府）的視野變得模糊不清。布吉府衛生局（PPHO）就此已在2015年8月向當地居民發出健康警告，到了10月，霧霾也令布吉機場出現多次航班延誤。泰南各府空气污染指数不断攀升，地区环境办公室第十六处主任哈勒姆·哲马里甘表示目前的空气污染水平是盛行风向和低压区令雾霾無法被吹走的結果。尽管泰南的雾霾现状不至于影响航空业，不過在很多医院，因為患上呼吸系统有关疾病而就诊儿童患者人數已大幅上升。哈勒姆又补充，比起以前會在四个小时内消散的烟雾，這次霾害是几十年来最严重的。
泰國首相巴育·占奧差既命令外交部與鄰國緊密合作，解決這個籠罩着東南亞部分地區的長期問題，也指令受災各府的官員一邊進行空中灑水，令視野更清晰，一邊向公眾派發口罩。泰國表示他們會在東盟的層面推動霾害問題的解決。泰國外交部副常務次長威塔哇（Vitavas Srivihok）表示泰國已經向印尼提議協助解決霾害，而印尼使節也已經承認印尼自身努力並不足以撲滅山火。泰國政府還推出了一個名為Air4ASEAN的應用程式，這個程式會追蹤由印尼山火引發的霧霾擴散的路徑，也會監測各個受災國家的空氣質素。在地方層面，宋卡府尹松波·萨瓦迪譚已經設立了一個“作战室”，為受灾居民提供援助，以对抗印尼森林大火产生的烟雾所帶來的影响。當地大約有50個泰國人在印尼駐宋卡領事館門前舉行了一場示威，要求印尼政府加快滅火行動，另外還有20個代表「受印尼霧霾影響的合艾－宋卡居民」組織的泰國人致函印尼領事館，要求印尼為霾害負責，並承諾會解決霾害問題。

### 越南
自10月4日起，胡志明市和越南南部其他省份都被霧霾侵襲。專家相信印尼的山火是這個現象出現的其中一個原因。越南國家水文氣象中心南部區域水文氣象台表示，自10月初開始，湄公河三角洲地區朔莊、金甌、堅江、同塔、檳椥和芹苴等省市也出現了類似的多霧天氣。由於越南南部出現皮膚過敏、流鼻血、鼻敏感、打噴嚏症狀的兒童病人人數有所增加，當地居民已接到留在室內的提醒。南部區域水文氣象台在10月9日估計當地接下來三天會繼續出現霧霾現象，此後大雨便會逐漸令霧霾消散。

## 外部連結
- 汶萊達魯薩蘭國氣象局（页面存档备份，存于）
- （印尼文） 印尼氣象、氣候與地球物理局
- 馬來西亞環境部
- 新加坡國家環境局（页面存档备份，存于）
- 泰國氣象局（页面存档备份，存于）